# Banshee

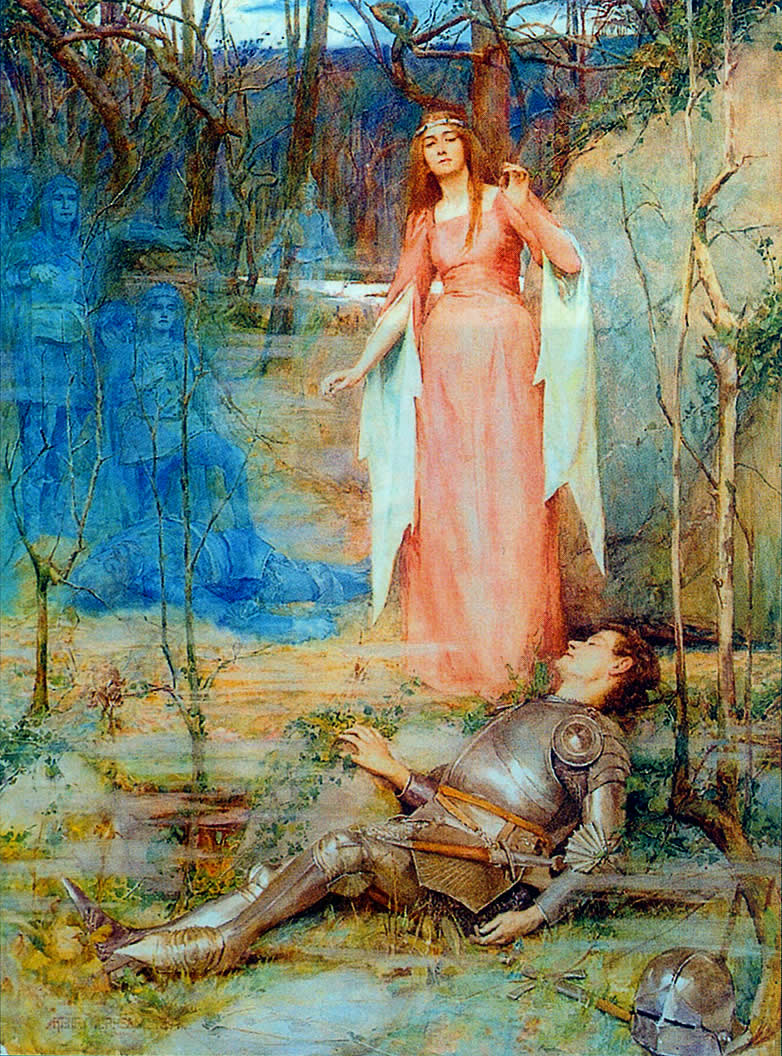
Alegoria da Banshee

Banshee é um ente fantástico da mitologia celta (Irlanda) que é conhecida como Bean Nighe na mitologia. Fala-se que a Banshee seria um ser maligno.

## Significado
O termo origina-se do irlandês arcaico "Ben Síde", pelo irlandês moderno "Bean sídhe" ou "bean sí", significando algo como "fada mulher" (onde Bean significa mulher, e Sidhe, que é a forma possessiva de fada). Os Sídh são entidades oriundas das divindades pré-cristãs
gaélicas. Encontramos algumas semelhanças entre a Banshee e a Moura encantada portuguesa e galega.

## Lenda
As banshee provêm da família das fadas, e é a forma mais obscura delas.
As banshees eram como seres que previam a morte, seu grito poderia ser ouvido a quilômetros de distância, e poderia estourar até mesmo um crânio. As banshees resumidamente eram consideradas mensageiras da morte, algo sobrenatural.
Tradicionalmente, quando uma pessoa de uma aldeia irlandesa morria, uma mulher era designada para chorar no funeral. Nós usamos a palavra carpideira.
Mas, as banshees só podiam lamentar para as cinco maiores famílias irlandesas: os O'Neills, os O'Briens, os O'Connors, os O'Gradys e os Kavanaghs no caso, uma fada era responsável por cada família. Seria o choro da mulher-fada. Essas mulheres-fadas apareceriam sempre após a morte para chorar no funeral. Conta a lenda que quando um membro de uma dessas famílias morria longe de sua terra, o som da banshee gemendo seria o primeiro aviso da morte. Cada Banshee tinha sua ligação com as famílias.
Também se diz que essas mulheres, chamadas de fadas, seriam fantasmas, talvez o espírito de uma mulher assassinada ou uma mulher que morreu ao nascer.
Na Irlanda acredita-se que aqueles que possuem o dom da música e do canto, são protegidos pelos espíritos; um, o Espírito da Vida, que é profecia, cujas pessoas são chamadas "fey" e têm o dom da Visão; o outro, o Espírito da Maldição que revela os segredos da má sorte e da morte, e para essa trágica mensageira o nome é Banshee.

## Aparência
Sejam quais forem suas origens, as banshees aparecem principalmente sob um dos três disfarces: uma jovem, uma mulher ou uma pessoa esfarrapada. Isso representa o aspecto tríplice da deusa Celta da guerra e da morte, chamada Morrigan. Ela normalmente usa uma capa com capuz cinza, ou uma roupa esvoaçante ou uma mortalha. Ela também pode surgir como uma lavadeira e é vista lavando roupas sujas de sangue daqueles que irão morrer. Nesse disfarce ela é conhecida como bean-nighe (a lavadeira). Segundo a mitologia celta, também pode aparecer em forma de uma jovem e bela mulher, ou mesmo de uma velha repugnante. Qualquer que seja a forma, porém, sua face é sempre muito pálida como a morte, e seus cabelos por vezes são negros como a noite, loiros como ouro ou ruivos como o sol.
O gemido da Banshee é um som especialmente triste que parece o som melancólico do uivo do vento e tem o tom da voz humana além de ser audível a grande distância.
Embora nem sempre seja vista, seu  gemido é ouvido, usualmente a noite quando alguém está prestes a morrer. Em 1437, se aproximou do rei James I da Escócia, uma vidente ou banshee que conseguiu prever o assassinato do rei por instigação do Conde de Atholl. Esse é um exemplo de banshee em forma humana.
Existem muitos registros de diversas banshees humanas ou profetizas que atendiam às grandes casas da Irlanda e às cortes dos reis locais. Em algumas partes de Leinster, se referem a elas como bean chaointe (carpideira) cujo lamento podia ser tão agudo que quebrava os vidros.
É bom lembrar que a banshee pertence exclusivamente ao povo Celta. Ela jamais será ouvida a anunciar a morte de qualquer membro de outras etnias que compõem a população irlandesa.
A banshee também pode aparecer de várias outras formas, como um corvo, um arminho, uma lebre ou uma doninha – animais associados, na Irlanda à bruxaria.
Seus traços mais característicos são seus olhos, que se tornaram cor de fogo após séculos de choro e lamento pelas pessoas que tanto amaram em suas vidas terrenas. Descritos comumente como mulheres altas, esqueléticas, de cabelos brancos escorridos, usam geralmente um vestido verde coberto por um manto cinzento, com capuz. Às vezes, porém, podem aparecer na forma de uma mulher pequena e velha, ou de uma jovem belíssima, de cabelos dourados ou negros e de roupa vermelha.
Em algumas histórias, banshees aparecem também como homens. Estes possuem olhos cor de mel ou verdes, longos e encaracolados cabelos castanhos e corpo magro.

## Na Cultura Popular
- Na saga de livros A Rainha Vermelha, as banshees são prateadas com poderes de soltar gritos muito altos. Uma das interações mais importantes são no livro dois Espada de Vidro na invasão de Habor Bay que um banshee prateado é eletrocutado pela personagem principal Marre Barrow, outra interação foi quando um banshee prateado derruba a protagonista Mare Barrow com um grito numa batalha nas Ruínas de Naercey;
- Em Phasmophobia (jogo eletrônico) Banshee é um tipo de fantasma que pode ser descoberto, e possui como características um grito único (ao invés dos comuns sussurros detectáveis em um microfone parabólico), mais eventos de canto e foco em um player único ate que ele morra ou saia da partida;
- No jogo World of Warcraft, a fundadora e líder dos Renegados, Sylvanas Windrunner, foi assassinada por Arthas Menethil, o qual arrancou-a sua alma e transformou-a em uma Banshee;
- No livro Anoitecer do autor brasileiro W.M. (segundo livro da saga Aurora), o personagem as banshees são as irmãs dos berradores, um tipo de metamorfo capaz de manipular ondas sonoras. Na história, quando o primeiro filho de uma banshee ou de um berrador nasce homem, ele será um berrador quando completar 15 anos, mas caso ele seja mulher, então será uma banshee ao completar 15 anos. No livro um dos personagens principais, Isac, era uma mistura das duas especiens (banshee e berrador) conseguindo controlar as ondas sonoras e prever a morte das pessoas.
- Na série japonesa Akumu-chan, em seu 8° episódio, uma banshee aparece no sonho de uma menina;
- No seriado Teen Wolf é revelado que uma das personagens principais, Lydia Martin (Holland Roden) é uma banshee. Ela é guiada pelos sussurros de outras banshees em uma rede sobrenatural que somente ela pode ouvir. Seu grito é usado para abafar os ruídos externos para que ela consiga ouvir essas vozes. Recentemente, ela aprendeu a usar sua voz como arma, usando suas mãos para direcionar seus poderes como um impulso sonoro, raramente conseguindo quebrar crânios, Meredith Walker, também banshee, foi quem lhe ensinou essa técnica. Lorraine Martin, avó de Lydia, foi revelada também como sendo uma banshee;
- No livro de J. K. Rowling autora de Harry Potter o bicho-papão de Simas Finnigan é uma banshee;
- Banshee é o codinome de um dos mutantes em X-Men: First Class com poderes sonoros sobre-humanos . Já nas hq's , Sean Cassidy foi um dos membros da segunda formação chamada de Novos X - Men . Possuidor de um poderoso grito sônico capaz de fazê - lo voar ou até mesmo destruir montanhas;
- Na série de televisão americana Charmed:'' uma banshee são uma raça rara de demônios com cabelo branco distintivo e um grito agudo - audível apenas para cães e sua pretensa vítima - que pode estourar vidro e vasos sanguíneos, matando um mortal, ou transformar uma bruxa pré-dispostos a dor emocional em uma banshee;
- No livro O Inverno das Fadas da autora nacional Carolina Munhóz, uma das personagens é uma banshee. Ela é prima de Sophia Coldheart, todos os suas vítimas fadadas a morrer são recolhidos no período de sua morte por Banshee. Ela nesse livro é vista como algo triste e invejosa (inveja de sua prima Sophia Coldheart) ela tem inveja pois sua prima é uma Leanan Sídhe;
- Na série de televisão Sinistro (So Weird), uma banshee aparece no décimo-primeiro capítulo da segunda temporada, cujo nome (do capítulo) é Banshee. Neste capítulo, uma banshee que persegue a família O'Shannon (família do avô materno da Fiona) aparece para avisar da morte do avô da mesma, mas ela consegue impedir;
- No jogo Kingdoms of Amalur: Reckoning, um vídeo game no estilo RPG, desenvolvido pela produtora Big Huge Games e 38 Studios, um monstro do jogo é denominado como banshee, o qual possúi um grito agúdo e feições de serpente, com cabelos esvoaçantes e vestes negras;
- Também em Conquer Online, um game lançado pela TQ Digital Entretainment, que também faz o estilo MMORPG existe um monstro chamado banshee, uma mulher com gritos altos e que paralisa os inimigos por alguns instantes;
- No livro A Última Vítima do autor Dan Barton, um dos personagens da história Kelly Larkin Sullivan se ve encarregado de matar todos os entes de sua família por uma banshee;
- Na série  de jogos Grand Theft Auto (GTA), banshee é um modelo de carro esportivo fictício cujas linhas são inspiradas no Dodge Viper;
- No card-game online Might & Magic Duel of Champions, há uma carta que representa a banshee como um ser de pele clara e cabelos negros, com uma expressão de sofrimento. Quando a carta entra em campo ela destrói uma criatura do oponente;
- No Jogo League of Legends - em PT_br há um item chamado " Véu de Banshee", que cria um escudo mágico e protege a personagem de um ataque mágico, se ele não for atacado novamente no período de alguns segundos, o escudo ressurge, protegendo o campeão novamente;
- No jogo Tibia, a Banshee era uma mulher de grande beleza que se matou por um motivo há muito esquecido. A morte, porém, recusou seu sacrifício e a enviou de volta, amaldiçoada e deformada. É agora uma criatura morta-viva de puro terror, sendo muito forte, podendo se curar e, portanto, bastante temida pelos jogadores de level baixo/médio;
- No jogo de estratégia Starcraft II, Banshee é uma nave dos Terrans que ataca alvos terrestres e possui a invisibilidade como sua principal habilidade;
- No jogo Warframe, Banshee é uma warframe (um robô controlado pelos tennos) uma espécie  de "personagem" feminina, cujos poderes são baseados em ondas sonoras;
- Na série de livros Dragões de Éter, do escritor brasileiro Raphael Draccon, a Banshee é vista como sinônimo que a morte está próxima ou seja quando Banshee e avistada alguém irá morrer;
- Na série Lost Girl , banshee é uma espécie de Fae que consegue prever a morte de integrantes das famílias reais. No 9º episódio da primeira temporada, chamado Fae Day, é visto que uma banshee tem reações alérgicas a figado, por isso, para saber quem morrerá deve-se coloca-la em transe forçando a banshee a beber "suco de fígado";
- Na série Supernatural na 11ª temporada episódio 11 ,pessoas de um asilo são atacados por uma banshee,comendo o cérebro de suas vitimas depois de induzirem a morte através de batidas na parede;
- No livro Guia de Caça de Bobby Singer, da série, também é retratado sobre uma banshee logo nos primeiros capítulos;
- Na série Sleepy Hollow, 3ª temporada, episódio 15, banshee aparece como um demônio que se alimenta dos ruídos e regurgita a morte em um grunhido;
- Na saga Halo, criada pela Bungie, as banshees são viaturas aéreas monolugares, conduzidos pelas elites, membros de um covenant, e que o seu som é semelhante ao do uivar do vento trazendo a morte dos céus;
- No jogo Ragnarok Online (LevelUp Games!), Banshee é um monstro de propriedade sombria que se encontra em Mosteiro, junto de diversos Necromantes, o local é comandando por um Bispo corrompido (um MVP chamado Bispo Decadente), e num andar superior deste MVP encontra-se Beelzebub (outro MVP deste mapa);
- Na linha de bonecas Monster High tem uma personagem chamada Scarah Screams que é a filha de uma Banshee, a personagem tem cabelos pretos e olhos brancos e sua pele é da coloração verde e tem poderes de ler mentes! A personagem no reboot não aparece sendo uma personagem excluida;
- Na série de manga japonês "The ancient magus bride" (nome original "Mahoutsukai No Yome") a criada, Silky, da casa é apresentada no capítulo 24 como sendo uma Banshee;
- Na história de Mobile Suit Gundam UC, Banshee é a segunda unidade a ser produzida do RX-0 Unicorn Gundam, a unidade Banshee apresenta cor negra e chifres partidos em contraste com a unidade Unicorn cuja cor é inteiramente branca.

## Versões
Acredita-se que cada espírito agourento é consagrado a uma única família irlandesa e a seus descendentes e serve a ela ao longo dos séculos, mas só aparece quando um membro da família está prestes a morrer. O espírito mais famoso da antiguidade chamava-se Aibhill e assombrou a família real dos O'Brien. Conforme a lenda, o rei Brian Boru, já velho, partiu para a batalha de Clontarf, em 1014, ciente de que não ia sobreviver, pois Aibhill surgira para ele na noite anterior lavando roupas dos soldados até a água ficar vermelha de sangue
Anos depois acreditava-se que os espíritos agourentos surgiam para anunciar a morte de alguém chorando ou emitindo lamentos fúnebres sob a janela da pessoa que iria morrer. Num relato famoso do século XVII, uma visitante de uma fazenda irlandesa relatou seu medo ao ouvir uma voz no meio da noite: "Abri a cortina e, na esquadria da janela, vi sob a luz da lua uma mulher encostada à janela, de cabelo vermelho, pálida e de aparência tétrica. Falava alto e num tom que eu nunca tinha ouvido e então, com um suspiro que mais parecia o som do vento do que uma respiração, ela desapareceu." Soube-se depois, que havia morrido uma pessoa na casa durante a noite.
Um espírito agourento também pode se manter à distância, uma figura solitária que assinala a morte de alguém quando percorre a passos lentos os morros em redor da casa de uma família (a palavra inglesa bansbee - como é chamado o espírito agourento em inglês - vem do irlandês bean si, que significa "mulher nor morros") ou quando fica sentada no alto de um muro de pedra. Nem sempre ela fica visível, mas seus gritos cortantes não deixam dúvida alguma de sua presença. Nas raras ocasiões em que vários espíritos agourentos aparecem juntos, significa que uma pessoa muito importante, ou reverenciada morrerá.
Acredita-se que só as famílias mais antigas, que podem remontar sua linhagem até herois lendários do início da Idade Média, têm espíritos agourentos. Originalmente, isso incuía apenas as famílias cujo último nome começava com "O" ou "Mac", mas, após séculos de casamentos entre famílias, centenas de outras famílias também podem receber a vinda de um espírito agourento. Como os espíritos agourentos estão ligados às genealogias familiares, seguirão suas famílias onde quer que elas forem. Assim, dizem que os lamentos dos espíritos agourentos são ouvidos na Inglaterra, Estados Unidos e até na América Latina, além de qualquer outro lugar que os irlandeses possam ter ido como colonos.
O espírito agourento já foi citado,na série de livros Harry Potter, por Simas Finnigan que coincidentemente é Irlandês.